# Hodostates schaffneri
Hodostates schaffneri är en stekelart som beskrevs av Hinz 1996. Hodostates schaffneri ingår i släktet Hodostates och familjen brokparasitsteklar. Inga underarter finns listade i Catalogue of Life.